# Gallipolis
Gallipolis é uma cidade localizada no estado norte-americano de Ohio, no Condado de Gallia.

## Demografia
Segundo o censo norte-americano de 2000, a sua população era de 4180 habitantes.
Em 2006, foi estimada uma população de 4221, um aumento de 41 (1.0%).

## Geografia
De acordo com o United States Census Bureau tem uma área de 10,0 km², dos quais 9,4 km² cobertos por terra e 0,6 km² cobertos por água. Gallipolis localiza-se a aproximadamente 208 m acima do nível do mar.

## Localidades na vizinhança
O diagrama seguinte representa as localidades num raio de 24 km ao redor de Gallipolis.